# Жиганов, Владислав Михайлович
Владислав Михайлович Жиганов (28 марта 1966, Балканы, Челябинская область — 5 июля 2018, Копейск, Челябинская область) — российский политический деятель. Член Совета Федерации Федерального собрания Российской Федерации от Законодательного собрания Челябинской области. Участник Афганской войны, младший сержант.

## Биография
Владислав Михайлович Жиганов родился 28 марта 1966 года в посёлке Балканы Балканского сельсовета Нагайбакского района Челябинской области, ныне посёлок — административный центр Балканского сельского поселения того же района и области.
Служил рядовым солдатом сначала полгода в Литовской ССР в учебной парашютно-десантной дивизии, затем в Афганистане полтора года в отдельной десантно-штурмовой бригаде. Участвовал в Афганской войне, был разведчиком десантно-штурмовой роты, младший сержант. Член ВЛКСМ.
Окончил Курганский сельскохозяйственный институт.
С 1993 года принимал активное участие в жизни Челябинской региональной организации Общероссийской общественной организации «Российский Союз ветеранов Афганистана», долгие годы был её председателем.
В 2004 году учился в Академии государственной службы при Президенте Российской Федерации.
Работал заместителем генерального директора ООО «Торговый дом «Джемир». Был избран заместителем секретаря регионального отделения Всероссийской политической партии «Единая Россия»; членом центрального политического совета «Единой России» и заместителем председателя комиссии по партийному строительству.
27 февраля 2004 года Владислав Жиганов был делегирован в Совет Федерации Федерального собрания Российской Федерации от Законодательного собрания Челябинской области.
В 2005 году его обвинили в присвоении чужой награды (орден Красной Звезды). Сам Жиганов считал, что против него была развернута заказная кампания.
8 июня 2005 года написал заявление об освобождении от занимаемой должности. 16 июня 2005 года законодатели Челябинской области единогласно проголосовали за отзыв Жиганова. 22 июня 2005 года Совет Федерации досрочно прекратил его полномочия. При необходимых 90 голосах за это решение проголосовали 145 сенаторов, один воздержался.
В 2005 году исключён из Всероссийской политической партии «Единая Россия». 
После ухода из Совета Федерации, занимался бизнесом, жил в городе Копейске Челябинской области.
Владислав Михайлович Жиганов  скоропостижно скончался 5 июля 2018 года.

## Награды
- Орден Красной Звезды № 1625960, 9 декабря 1999 года[7]. При проверке выяснилось, что орден был выдан  19 августа 1945 года красноармейцу Павлу Егоровичу Лебедеву, 1902 года рождения, санитару госпитального взвода 397-го отдельного медико-санитарного батальона 238-й стрелковой дивизии[8].
- Медаль Жукова
- Медаль «70 лет Вооружённых Сил СССР»
- Медаль «Воину-интернационалисту от благодарного афганского народа»

## Семья
Владислав Жиганов был женат, жена Светлана. В семье две дочери: Галина и Татьяна.